# Орлов, Алексей Григорьевич
Граф (с 22 сентября 1762) Алексе́й Григо́рьевич Орло́в-Чесменский (24 сентября [5 октября] 1737, село Люткино Углицкой провинции Санкт-Петербургской губернии — 24 декабря 1807 [5 января 1808], Москва) — русский военный и государственный деятель, сподвижник Екатерины II, младший брат её фаворита Григория Григорьевича Орлова, владелец усадьбы на Донском поле.
Генерал-аншеф (1769), лейб-гвардии Преображенского полка подполковник, Кавалергардского корпуса поручик, кавалер российских орденов Святого Андрея Первозванного, Святого  Александра Невского  и Святого  Георгия I класса.

## Биография
Алексей Орлов-Чесменский происходил из дворянского рода Орловых. Родился 24 сентября (5 октября) 1737 года в родовой усадьбе Орловых в селе Люткино Бежецкого уезда Тверской губернии, в семье Г. И. Орлова, который незадолго до смерти в 1746 году стал новгородским губернатором. Получил образование в Сухопутном шляхетском корпусе. Службу начал солдатом лейб-гвардии Преображенского полка, в начале 1762 года был сержантом.

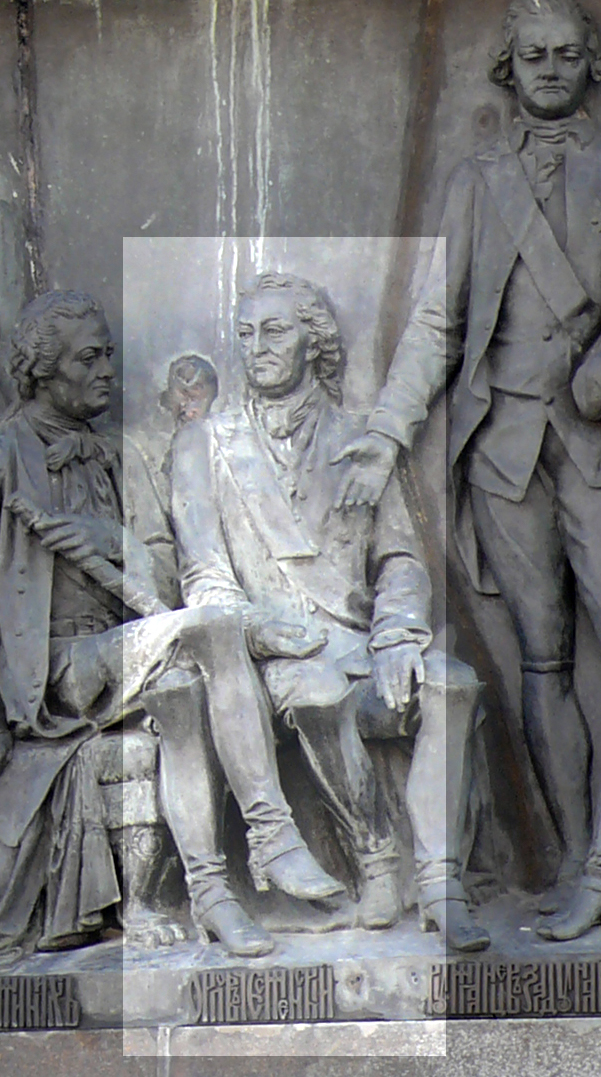
Орлов-Чесменский на Памятнике «1000-летие России»

Один из руководителей дворцового переворота 28 июня 1762 года, в результате которого на российский престол взошла императрица Екатерина II. Он был одним из заговорщиков, заставивших императора Петра III подписать акт об отречении от престола. Согласно общераспространённой версии, то ли он, то ли Ф. Барятинский убил свергнутого императора (достоверных подтверждений версии о виновности Орлова не существует: известное «покаянное письмо» из Ропши Екатерине, в котором А. Г. Орлов сознался в причастности к убийству Петра Фёдоровича, некоторые из недавних исследований называют фальшивкой).
Вскоре после восшествия Екатерины на престол получил чин генерал-майора. Как и всем братьям Орловым, участвовавшим в перевороте, именным Высочайшим указом от 22 сентября (3 октября) 1762 года генерал-майор, гвардии майор Алексей Григорьевич Орлов был возведён, с нисходящим его потомством, в графское Российской империи достоинство.

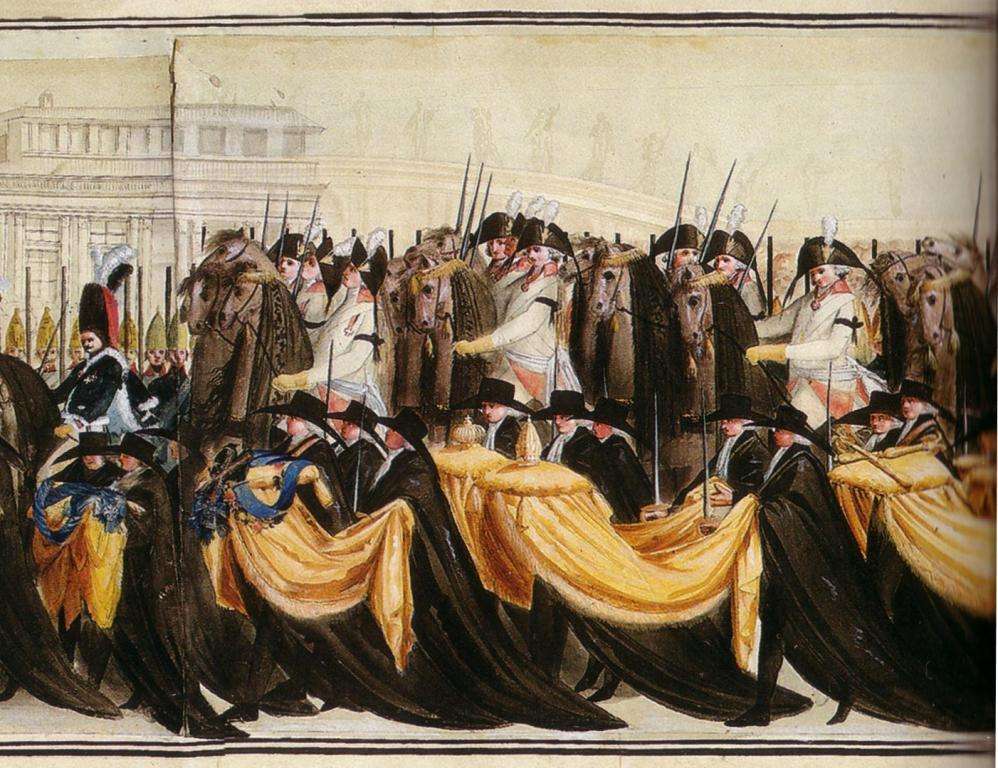
Перезахоронение Петра III в 1796 году. Погребальная процессия (фрагмент). На фоне процессии выделяются царский жезл-скипетр и Большая императорская корона, которую по приказанию Павла I несли граф А. Орлов, князь Ф. С. Барятинский и П. Б. Пассек — участники убийства императора.

Орлов не получил хорошего образования и воспитания, он не знал иностранных языков, а его дурные манеры шокировали придворных дам. Несмотря на это, он интересовался наукой, покровительствовал М. Ломоносову и Д. И. Фонвизину, состоял в переписке с Ж. Ж. Руссо. Был одним из основателей Вольного экономического общества и первым его выборным председателем.
Не занимая формально видных должностей, Орлов долгое время оказывал сильное влияние на государственные дела. В 1768—1769 годах он разработал план военной операции против Турции в Средиземном море (Первая Архипелагская Экспедиция). В 1769 году получил командование эскадрой русского флота; за победу в Чесменском бою генерал-аншеф граф Алексей Григорьевич Орлов награждён 23 сентября (4 октября) 1770 года орденом Св. Георгия 1 класса, а также получил право присоединить к фамилии своей проименование «Чесменский» и именоваться графом Орловым-Чесменским. В том же году сформировал албанское войско.
Получил от императрицы Екатерины II повеление доставить в Россию княжну Тараканову, что и исполнил, притворившись её влюбленным сторонником и предложив ей свою руку. По его приказу та была арестована адмиралом Грейгом в Ливорно в мае 1775 года. В 1775 году Орлов получил отставку (к этому времени его брат Григорий утратил милость Екатерины).

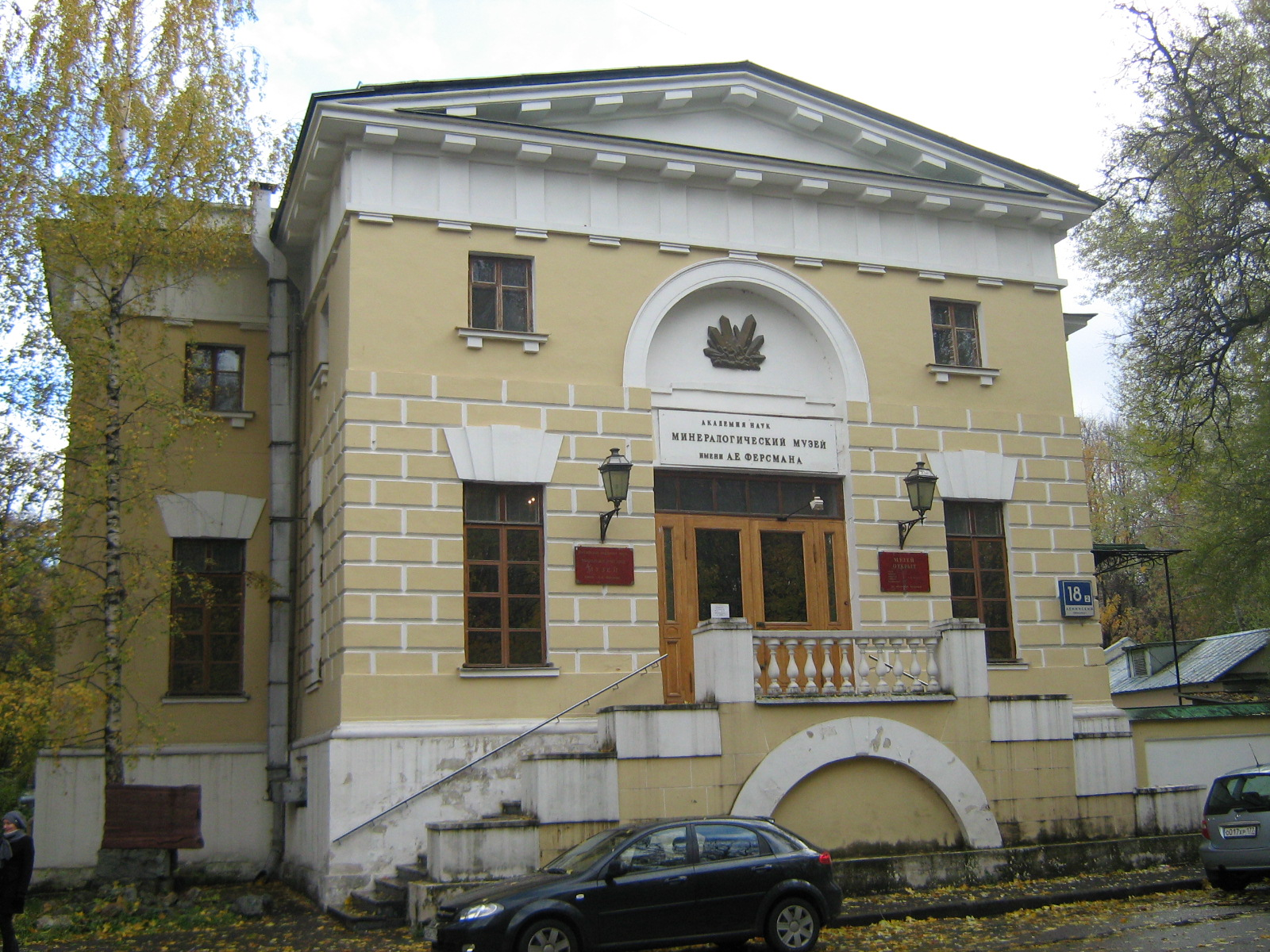
Здание манежа в усадьбе Орлова (ныне здание Минералогического музея)

После смерти Екатерины Павел I устроил перезахоронение Петра III. По приказанию Павла Алексей Орлов нёс перед гробом императорскую корону. Современники вспоминали, что получив этот приказ, граф «зашёл в тёмный угол и взрыд плакал. С трудом отыскали, а ещё с большим трудом убедили его взять корону в трепетавшие руки». После этого Алексей Орлов покинул Россию и уехал за границу, взяв с собой дочь. С воцарением императора Александра I граф с дочерью вернулись из Дрездена в Москву, где поселились в Нескучном дворце у Донского монастыря.
Граф А. Г. Орлов-Чесменский первым ввёл в России «моду» на цыганское пение, которым увлёкся во время военных походов против Турции. В 1774 году он привёз в Москву из Валахии первую цыганскую капеллу, которая положила начало профессиональному цыганскому исполнительству в России.
Алексей Григорьевич Орлов-Чесменский скончался 24 декабря 1807 года (5 января 1808) в Москве.
Более шестидесяти лет прах выдающихся сподвижников императрицы Екатерины Великой — Григория, Алексея и Фёдора Орловых обитал в Юрьевом монастыре, а в 1896 году, в столетнюю годовщину со дня кончины императрицы Екатерины II, правнук Орловых — А. В. Орлов-Давыдов подал прошение о дозволении перевезти прах Орловых в родовое имение «Отрада» на место их прежнего упокоения. Дозволение было получено. Торжественная церемония перезахоронения праха Орловых состоялась 24 февраля 1896 года.
На Хреновском конном заводе в Воронежской губернии, принадлежавшем графу Орлову, была выведена одна из самых известных в мире русских пород лошадей — Орловский рысак, а также первая в России верховая порода лошадей — Русская верховая.

## Награды

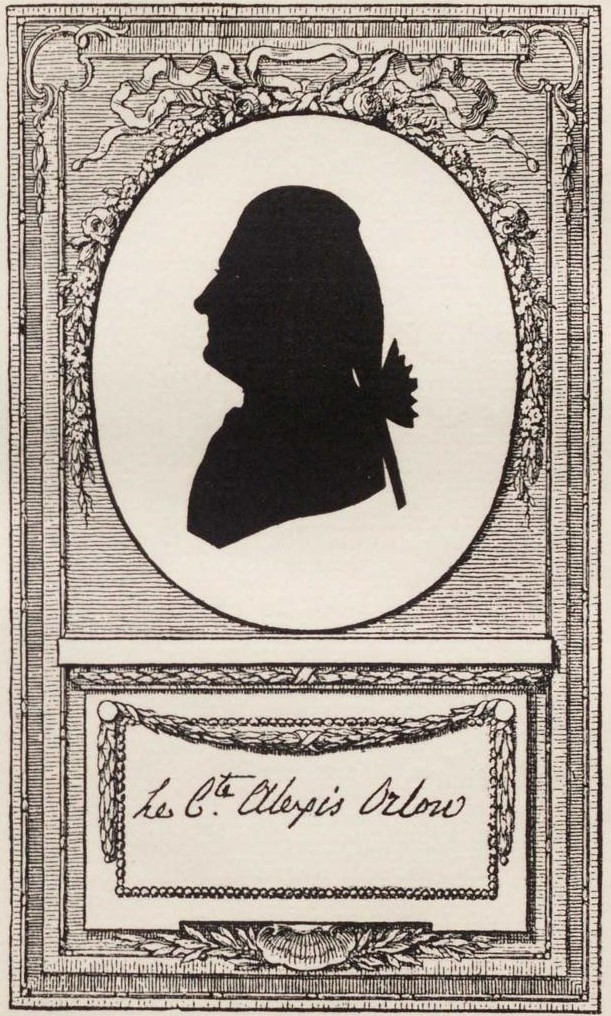
Силуэт Орлова-Чесменского А. Г., XVIII век

- Орден Святого Александра Невского (22.09.1762, в день коронации императрицы Екатерины II)
- Орден Святого Андрея Первозванного (21.04.1768)
- Орден Святого Георгия 1-й степени (22.09.1770)

## Семья
6 мая 1782 года вступил в брак с Евдокией Николаевной Лопухиной. В браке родились:
- Анна Алексеевна (1785—1848)
- Иван (21.08.1786[12]—08.10.1788[13]), крещен 23 августа 1786 года в Храме Ризоположения на Донской при восприемстве дяди графа И. Г. Орлова, был пожалован в капитаны Преображенского полка, похоронен рядом с матерью, умершей при его родах.

Известно о существовании у Алексея Орлова незаконнорождённого сына Александра Чесменского (1763—1820).

## Образ в кино
- «Михайло Ломоносов» (1986) — Александр Берда
- «Царская охота» (1990) — Николай Ерёменко-младший
- «Временщик (телесериал)» (2014) — ??
- «Екатерина. Взлёт» (2016) — Артём Алексеев
- «Екатерина. Самозванцы» (2019) — Артём Алексеев
- «Гардемарины 1787. Мир» (2020) — Александр Лазарев-младший